# Paidiscura dromedaria
Paidiscura dromedaria är en spindelart som först beskrevs av Simon 1880.  Paidiscura dromedaria ingår i släktet Paidiscura och familjen klotspindlar. Inga underarter finns listade i Catalogue of Life.